# Juan Antonio Castro Izaguirre
Juan Antonio Castro Izaguirre (Tolosa, 26 de junio de 1911-Biarritz, 23 de junio de 1994) fue un militar español.

## Biografía
Nacido en Tolosa en 1911, hijo de don Luis Castro Casal —jurista y político guipuzcoano de Tolosa—. Ingresó en Academia Naval de San Fernando en 1931. Finalizó sus estudios cinco años después, con el grado de alférez de fragata.
El comienzo de la guerra civil le sorprendió en su tierra naval, tomando parte en la defensa de Tolosa y en la batalla de Irún. Posteriormente se trasladó a la base naval de Cartagena, donde fue nombrado segundo comandante del crucero ligero Méndez Núñez. En junio de 1937 se hizo cargo del destructor Císcar, con base en Bilbao. Tras la caída del frente norte pasó a Francia, y en octubre de ese año es nombrado comandante del destructor José Luis Díez, trasladándose al puerto de El Havre para hacerse cargo del navío. Durante varios meses el destructor fue sometido a trabajos de reparación, y Castro rechazó sobornos de los franquistas para que llevase el barco a un puerto de la zona sublevada —fingiendo una avería— o que lo hundiese. A lo largo de 1938 el destructor intentó forzar el cruce del estrecho de Gibraltar, enfrentándose a una fuerza enemiga muy superior. En diciembre, tras un segundo intento, el navío quedó fuera de combate en Gibraltar y la tripulación fue repatriada a la zona republicana. La hazaña del José Luis Díez le dio gran fama en la zona republicana y Castro llegó a ser propuesto para la concesión de la Placa Laureada de Madrid.
El final de la guerra civil le sorprendió en San Juan de Luz, junto a su familia. Tras el estallido de la Segunda Guerra Mundial, en 1940 se unió a las fuerzas de la Francia Libre del general De Gaulle y llegó a obtener el mando de un destructor. Después de 1945 siguió su carrera en la Armada francesa donde llegó al empleo de capitán de navío, al mando de la base naval de Tolón y desempeñó el cargo de jefe de los servicios meteorológicos de la Armada. Falleció en Biarritz el 23 de junio de 1994.